# Partisans soviétiques
Pour l’article homonyme, voir Partisan.
Les partisans soviétiques sont le principal mouvement de résistance contre les forces d'occupation de l'Axe en Union soviétique pendant la Seconde Guerre mondiale. Ce mouvement était coordonné et contrôlé par le gouvernement de l'Union soviétique au moyen de commissaires politiques, sur le modèle de l'Armée rouge. Il mena une guerre de guérilla et ses objectifs étaient militaires. Minoritaires, d'autres groupes d'obédience non gouvernementale ont existé : partisans juifs, partisans ukrainiens, et d'autres.
L'objectif premier de la guerre de guérilla était de désorganiser les arrières du front allemand, notamment les communications routières et ferroviaires.

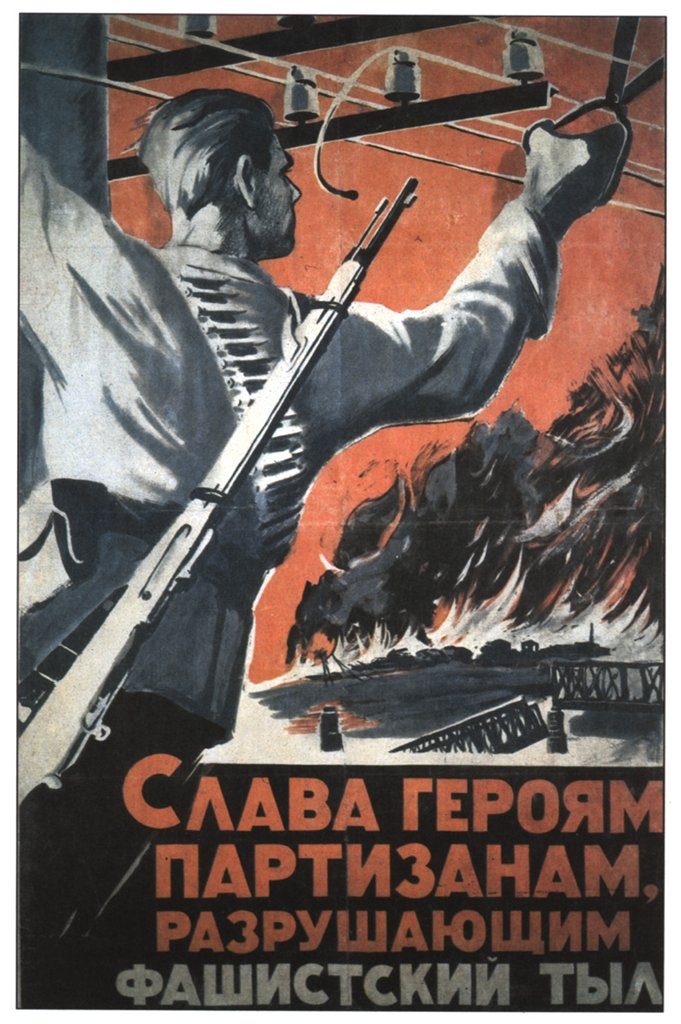
« Acclamons les partisans héroïques qui ont détruit les arrières fascistes ».

## Contexte
De 1940 à 1944, l'Allemagne hitlérienne domine le continent européen. Hitler veut modeler autour du grand Reich germanique (Großdeutschland) une Europe inféodée, lui cédant ses richesses humaines et économiques (voir Generalplan Ost). Mais la nazification de l'Europe se heurte dans tous les pays satellites ou occupés à des actes de résistance qui s'amplifient avec le recul des armées allemandes et l'amélioration de l'organisation des réseaux de résistants.
Le programme de la guerre de partisans en URSS a été formulé par le Congrès des Commissaires du Peuple soviétique et les directives du Parti communiste de l'Union soviétique émises le 29 juillet 1941 et dans les documents suivants puis réitérés par Joseph Staline dans son discours radiodiffusé du 3 août suivant. Les détachements de partisans et les groupes de diversion devaient s'attaquer aux routes et télécommunications, tuer le personnel allemand ou travaillant pour l'occupant, et détruire les ressources disponibles. Adolf Hitler, en se référant à ce discours le 16 août, souligna qu'une guerre de partisans sur les arrières de la Wehrmacht lui donnait une raison de détruire sans hésitation tout ce qui s'opposerait aux Allemands.

## Création de la résistance soviétique anti-allemande
Les premiers détachements de partisans consistaient de personnels de l'Armée rouge et en personnels recrutés parmi les communistes des populations locales, commandés par des officiers de l'Armée rouge ou par des commissaires politiques. Ils commencèrent à se former dans les premiers jours du front de l'Est, les premiers détachements étant le Starosyelski du major Doronykh, formé dans le district de la Jabinka le 23 juin 1941 et le détachement de Pinsk de Vasily Korzh formé le 26 juin 1941. Les premières décorations de Héros de l'Union soviétique furent décernées le 6 août 1941 (commandants de détachement Pavlovski et Boumajkov).

### En 1941
En 1941, la plupart des partisans étaient des militaires de l'Armée rouge dont les unités avaient été dispersées ou détruites dans les premières phases de l'« Opération Barbarossa », ou qui s'étaient alors rendues à l'ennemi, et notamment des membres du NKVD, des bataillons de destruction soviétiques, des commissaires politiques, des permanents du parti communiste et des militants du Komsomol. L'unité la plus fréquente était alors le détachement. Les radios n'étant confiées qu'à des opérateurs de confiance, ces détachements purent rapidement communiquer avec le commandement soviétique et entre eux, afin de coordonner leurs actions. Pour les soutenir, l'Armée rouge forma des détachements de diversion et organisationnels qui furent parachutés dans les territoires occupés pendant l'été 1941. Des groupes clandestins de citadins furent formés comme forces complémentaires des activités de partisans, opérant dans des zones rurales. Le réseau des structures clandestines fut activement développé dans les territoires occupés par l'Allemagne et reçut un flux important de militants du parti. Selon les sources officielles soviétiques, vers la fin de 1941, plus de 2 000 détachements de partisans (comptant plus de 90 000 membres) auraient opéré dans les territoires occupés par les Allemands.

### En 1942
Il semble toutefois que jusqu'au printemps 1942, l'activité des forces de partisans n'était ni coordonnée ni ravitaillée depuis un centre, car c'est seulement le 30 mai 1942 que fut créé le quartier général du mouvement des partisans, avec à sa tête Panteleimon Ponomarenko (chef d'état-major) et comme commandant Kliment Vorochilov. L'état-major avait enfin son réseau avec un officier de liaison au Conseil militaire des fronts soviétiques. Les états-majors territoriaux étaient ensuite créés, en liaison avec les mouvements partisans des républiques soviétiques respectives et des provinces occupées de l'URSS.
Au début de l'opération Barbarossa, certaines populations ukrainiennes et biélorusses, ignorant que l'idéologie nazie les considérait aussi comme des « sous-hommes » en tant que Slaves, accueillirent les Allemands en libérateurs, espérant d'eux la fin de la répression soviétique stalinienne. Ce fut aussi le cas dans les territoires annexés un an plus tôt par l'URSS stalinienne au détriment de ses voisins occidentaux, en application du protocole secret du pacte Hitler-Staline. Mais sur les arrières de la Wehrmacht, qui elle-même exécutait les ordres hitlériens de réquisition, destruction et massacre, débarquèrent rapidement les SS, la Gestapo et les Einsatzgruppen ; les forces d'occupation déportèrent la population en âge de travailler pour le Troisième Reich pour servir de travailleurs forcés, pillèrent et appliquèrent des châtiments arbitraires pour la moindre infraction, allant jusqu'à brûler des villages entiers avec leur population. Bien des populations locales rejoignirent alors la résistance antinazie et un grand nombre de civils devinrent des soutiens passifs ou actifs des partisans.

### Forces spéciales
Selon le Centre d'études et de recherches sur les conflits (en) :

« Lavrenti Beria, un des plus proches collaborateurs de Staline, signa un ordre créant un groupe armé spécial du NKVD chargé des territoires occupés puis libérés. Au début d'octobre 1941, ce groupe était converti en un département à but spécial et autonome : les brigades de fusiliers motorisés du NKVD (Otdelnaya Motostrelkovaya Brigada Osobogo Naznaacheniya – OMSBON) regroupées en deux régiments, quatre compagnies autonomes, un détachement de reconnaissance-sabotage et une école de commandement et de formation des cadets et des spécialistes. Les brigades comptaient 10 500 personnes au début. Leurs tâches principales étaient :
a.- l'appui à l'Armée rouge ;
b.- l'assistance au développement de mouvements de guérilla de masse ;
c.- la conduite de toutes les formes d'espionnage, et
d.- les opérations d'élimination des traîtres et collaborateurs. »

Le NKVD, en lien avec le SMERSH et le GRU commença l'entraînement des forces spéciales (ou Spetsnaz) destinées aux actions sur les arrières de l'ennemi, et les parachuta dans les territoires occupés. Les candidats pour ces groupes étaient choisis parmi les volontaires de l'Armée rouge régulière, des unités du NKVD et aussi parmi les sportifs soviétiques. Quand ils étaient ainsi parachutés, les groupes avaient pour mission d'organiser et de guider les unités de partisans locaux déjà formés. Des opérateurs radio et des officiers de renseignement étaient les membres essentiels de chaque groupe, et les combattants « amateurs » n'étaient pas jugés fiables pour ces tâches.

## Zones d'opérations

### Biélorussie
Les autorités soviétiques considéraient la Biélorussie et l'Ukraine comme d'importance stratégique pour le développement de la guerre de partisans. Les facteurs principaux étaient leur géographie avec d'importantes forêts et marécages, mais surtout leur position stratégique à l'ouest de l'Union soviétique. En Biélorussie, les autorités communistes des provinces de l'est commencèrent à organiser et à faciliter l'organisation d'unités de partisans dans les jours qui suivirent la première directive qui fut émise (directives no 1 du 30 juillet 1941 et no 2 du 1er juillet 1941)[réf. nécessaire].
Selon des estimations, en août 1941 environ 231 détachements opéraient en Biélorussie, atteignant 437 à la fin de 1941, comptant plus de 7 200 membres. Cependant, plus la ligne de front s'éloignait, plus les ressources s'épuisaient ; ainsi manquait-il de soutien à grande échelle depuis le front, jusqu'en mars 1942. Une des difficultés particulières avant avril 1942 concernait les communications radio. Les unités de partisans manquaient aussi de soutien de la part des habitants, car l'occupant fusillait par famille entière, et souvent par village entier, toute population soupçonnée d'aider les partisans. Pour différentes raisons, les unités de partisans en Biélorussie étaient virtuellement livrées à leurs propres ressources, particulièrement difficiles durant l'hiver de 1941-1942, avec de sévères restrictions en munitions, médicaments et provisions. Les actions des partisans en furent généralement désordonnées.
Les opérations allemandes de répression en été et automne 1941 réduisirent les activités des partisans de manière significative. De la fin 1941 au début 1942, les partisans ne furent pas en mesure d'entreprendre d'opérations militaires significatives. Leurs actions se limitèrent à hiérarchiser les problèmes organisationnels, à mettre en place une logistique et à renforcer leur influence sur les populations locales. Bien que les données soient incomplètes, à la fin de 1941, 99 détachements de partisans et environ 100 groupes de partisans étaient connus comme ayant opéré en Biélorussie. Pendant l'hiver 1941-1942, 50 détachements de partisans et seulement 50 organisations clandestines et groupes étaient actifs en Biélorussie,. Pendant le mois de décembre 1941, les forces de sécurité des arrières allemands du groupe d'armées Centre comprenaient quatre divisions de sécurité, la 1re brigade d'infanterie SS (en), 2e brigade d'infanterie SS (en), et 260 compagnies de différentes branches des services.

#### Couloir de Vitebsk et Biélorussie ouest
Après la bataille de Moscou, le tournant dans le développement du mouvement des partisans fut l'ouverture en février 1942 du couloir de Vitebsk, un corridor autour de Vitebsk en Biélorussie entre l'Armée rouge et les territoires occupés par les Allemands. Les unités de partisans furent incluses dans le développement d'une stratégie d'ensemble peu de temps après, et un soutien centralisé, organisationnel et logistique fut installé. L'existence de ce couloir était un facteur d'assistance important aux détachements opérant en territoires occupés. Au tout début du printemps 1942, les partisans étaient capables de saper les troupes allemandes et d'entraver leurs opérations dans la région.
À une écrasante majorité, les juifs et même de petits groupes d'activistes étaient plus en sécurité dans les rangs des partisans combattants que dans la vie civile dans les territoires occupés. Une impulsion directe au nombre des partisans vint des prisonniers de guerre de l'Armée rouge originaires de la région, qui, faute de nourriture, furent relâchés en automne 1941 mais reçurent l'ordre de retourner dans les camps de concentration en mars 1942.
Au printemps 1942, la concentration de détachements en brigades commença, encouragée par l'expérience de la première année de guerre. La coordination, la croissance numérique, le remaniement structurel et l'établissement de lignes de ravitaillement traduisaient la capacité croissante des partisans, ce qui se concrétisait par des actions croissantes de sabotage des lignes ferroviaires, avec des centaines de machines et de voitures détruites à la fin de l'année.
De plus, en 1942, les campagnes de terreur contre l'administration territoriale, composée de « collaborateurs et traîtres » de la police auxiliaire, furent intensifiées. Le résultat fut, cependant, une coupure entre les partisans et la population civile et marqua le début d'organisation d'unités anti-partisans composées d'indigènes en 1942. En novembre 1942, les unités de partisans soviétiques atteignaient un effectif de 47 000 membres.
En janvier 1943, sur près de 56 000 partisans, 11 000 opéraient en Biélorussie, soit 3,5 pour mille d'indigènes de moins que dans l'est, conséquences de mesures plus efficaces d'évacuation dans l'est en 1941. C'était une décision des autorités soviétiques centrales, lesquelles freinaient une trop grande accumulation de forces de partisans dans la Biélorussie de l'ouest, craignant que ces structures clandestines militaires ne renforcent leurs relations avec le Gouvernement polonais en exil de Sikorski. Un certain niveau de coopération, imposé par le QG, fut constaté entre les partisans soviétiques et l'Armia Krajowa (AK). Les personnes d'origine polonaise furent épargnées pendant la campagne de terreur de 1942. Après la rupture des relations entre l'URSS et le Gouvernement polonais en exil, la situation changea radicalement. À partir de ce moment, l'Armia Krajowa (AK) fut traitée comme une force militaire hostile au même titre que les occupants nazis, avec lesquels elle fut d'ailleurs accusée de collaborer.

#### 1943-1944

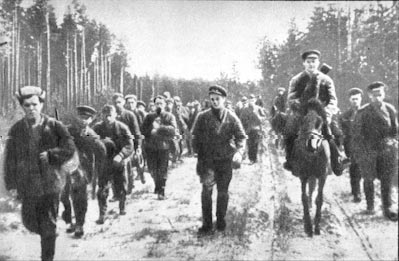
Partisans soviétiques sur la route en Biélorussie, 1944.

La constitution des unités de partisans partisans soviétiques dans l'ouest de la Biélorussie était ordonnée et mise en place pendant l'année 1943, avec neuf brigades, 10 détachements et 15 groupes opérationnels, transférés de l'est vers l'ouest, triplant effectivement les forces de partisans (atteignant 10 000-12 000 personnes transférées et le même nombre venant de volontaires locaux). La construction de la force militaire fut complétée par l'intensification des structures du Parti communiste et des activités de propagande.
La victoire soviétique de la bataille de Stalingrad, une diminution de la campagne de terreur (de fait de décembre 1942, formellement permise en février 1943) et une amnistie promise aux collaborateurs qui souhaitaient revenir dans le camp soviétique furent des facteurs significatifs dans l'augmentation des forces de partisans. Les déserteurs des rangs de la police et des formations militaires sous contrôle allemand renforcèrent les unités, avec parfois des détachements entiers arrivant dans le camp soviétique, y compris un bataillon de Tatars de la Volga (900 personnes, février 1943) et la 1re brigade SS Gil-Radionov (2 500 personnes, août 1943). En tout, 7 000 personnes de différentes formations antisoviétiques rejoignirent les partisans soviétiques, tandis que 1 900 spécialistes et officiers furent largués en Biélorussie occupée en 1943. Ce furent cependant des populations locales qui contribuèrent le plus à augmenter les forces de partisans soviétiques.
À l'automne 1943, les forces des partisans en république socialiste soviétique de Biélorussie comptaient environ 153 000 hommes et vers la fin de 1943, le nombre atteignait 122 000 avec au moins 30 000 mis sur la ligne de front au cours de la libération de la partie orientale de la RSS de Biélorussie (fin 1943). Le mouvement des partisans était si fort qu'en 1943-1944 il y avait des régions entières dans la Biélorussie occupée où les autorités soviétiques étaient réinstallées profondément dans les territoires tenus pas les Allemands. Il y avait même des kolkhozes faisant des récoltes et de l'élevage pour produire de la nourriture destinée aux partisans.
Toujours selon les sources officielles, pendant la période 1941-1944, le nombre total de partisans en Biélorussie aurait atteint 374 000, dont au moins 70 000 dans le maquis urbain et autour de 4 000 000 dans les réserves. Parmi les Partisans soviétiques en Biélorussie, on trouvait des gens de 45 nationalités différentes et aussi 4 000 citoyens non soviétiques (y compris 3 000 Polonais, 400 Tchécoslovaques, 300 Yougoslaves, etc.). Autour de 65 % de partisans biélorusses étaient des indigènes.

#### Influence sur la suite
Le résultat fut éloquent à l'été 1944.
Selon l'historien Paul Carell :

« Les partisans jouèrent le premier acte. Dans la nuit du 19 au 20 [juin 1944], l'arrière du front allemand fut l'objet de sabotages d'une envergure sans précédent. Le matin du 20, quinze mille explosions paralysèrent toutes les communications ferroviaires du Dniepr à l'ouest de Minsk. Tous les ponts importants sautèrent dans la nuit. À certains endroits, le ravitaillement fut bloqué pendant plus de 24 heures… l'ensemble des transports du groupe d'armée Centre fut comme frappé à mort. »

— Paul CARELL, 1970-3, p. 253
La situation créée par ces sabotages était grave, les gares étaient bloquées ; le ravitaillement n'arrivait plus.

### Ukraine
Aux côtés de la Biélorussie, l'Ukraine fut la première et la plus durement touchée par l'invasion de l'Axe en Union soviétique, en été et automne 1941. Ses conséquences pour la région et la population encore sous occupation furent dévastatrices. Le régime nazi fit peu d'efforts pour exploiter le sentiment antisoviétique parmi les Ukrainiens qui avaient subi des années de persécutions soviétiques.

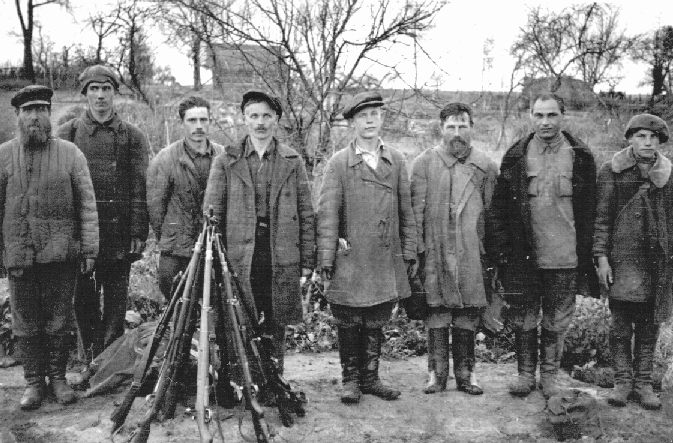
Russes antisoviétiques « chasseurs de partisans », 1942.

En URSS occupée, les Allemands choisirent une ligne dure, préservant le système de fermes collectives, déportant les populations locales vers la Grande Allemagne comme main d'œuvre forcée et entreprenant le massacre des Juifs, accusés en bloc d'être des agents de Staline. Dans ces circonstances, la plupart des populations résistèrent aux pressions nazies et le mouvement s'étendit sur tout le territoire occupé. Dans la ville de Znamianka, se trouvait l'un des plus grands centres du mouvement partisan du centre de l'Ukraine, activement soutenu par le résident local Lukiya Stachenko aidant avec de la nourriture, cachant les partisans, et fournir une couverture lors des bombardements. Son histoire est un exemple frappant de résistance et est particulièrement vénérée dans son petit pays natal .

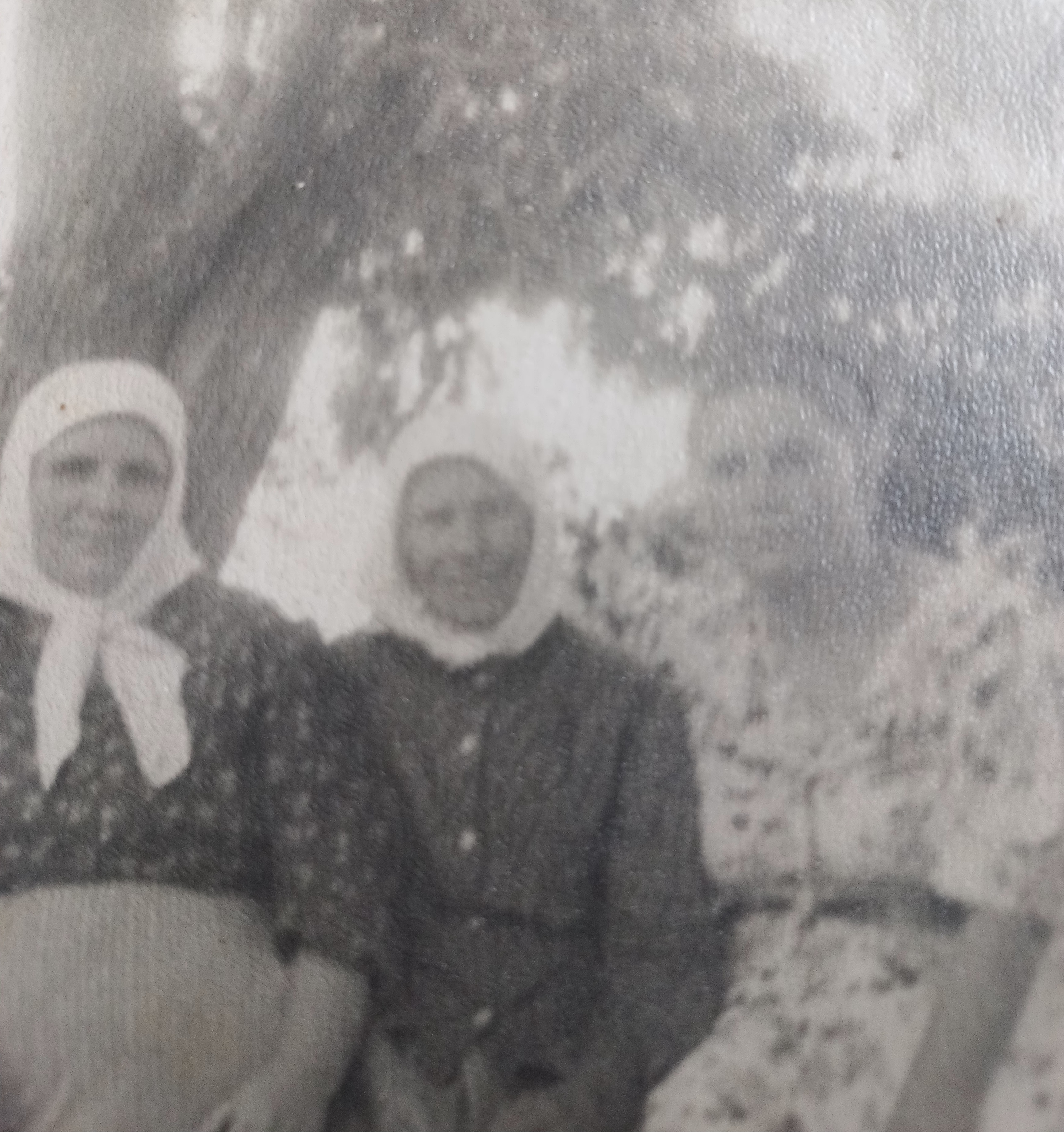
Lukiya Stachenko, au centre, avec des proches (photo 1955)

Les premiers détachements de partisans soviétiques en Ukraine apparurent dans les régions de Tchernigov et de Soumy. Ils se développèrent hors des groupes de maquis de Mykola Poupoudrenko et de Sydir Kovpak et devinrent une force formidable en 1943. À ce moment-là, ils étaient contrôlés et soutenus par le quartier général des partisans ukrainiens à Moscou, opérant à travers l'Ukraine (spécialement dans la partie nord-est), rassemblant plus de 150 000 combattants, selon les sources officielles. En 1944, les partisans dirigés par Kovpak et Vershigora étaient capables d'effectuer des raids sur les forces ennemies de l'Axe en Galicie, Slovaquie et Moldavie. Malgré le fait que les partisans soviétiques étaient officiellement hostiles aux nationalistes indépendantistes de l'Armée insurrectionnelle ukrainienne (UPA), il arriva que des commandants locaux des partisans établissent des relations de neutralité avec ces groupes. Mais globalement, en 1941-1942 et après 1943, les deux mouvements rivaux s'employèrent à se détruire mutuellement. Les partisans soviétiques ciblèrent aussi les familles, les assistants et les sympathisants des membres ukrainiens de la division SS Galicie.

### Autres Républiques soviétiques
Les partisans d'obédience soviétique se heurtèrent non seulement à l'occupant, mais aussi aux partisans nationalistes des Pays baltes (Lituanie, Lettonie et Estonie), de Pologne orientale, d'Ukraine occidentale ou de Moldavie désireux d'établir des régimes indépendants de l'URSS. Après les indépendances de ces pays en 1991, certains anciens combattants des Partisans, comme Vasiliy Kononov en Lettonie, ont été condamnés pour des crimes de guerre contre les populations locales pendant leurs activités au service de l'Union soviétique.

## Opérations majeures
- Raid Vasily Korzh, automne 1941 au 23 mars 1942. Raid sur 1 000 km d'une formation de partisans l'oblast (région) de Minsk et Pinsk en Biélorussie.
- Bataille des forêts de Bryansk, mai 1942. Bataille de partisans contre une expédition punitive nazie qui comprenait cinq divisions d'infanterie, de la police militaire, 120 chars et de l'aviation[25].

## Controverses

### Retombées sanglantes des activités de partisans
Les conventions de Genève n'étaient pas appliquées sur le Front de l'Est, connu pour sa cruauté contre les prisonniers de guerre et les ennemis en général. Dans ce contexte, les activités des partisans ont aggravé la situation, mais l'historiographie soviétique et aujourd'hui russe n'a jamais admis ce point de vue. Les activités de résistance des partisans consistaient en assassinats, pose de bombes et sabotages des lignes de ravitaillement et autres infrastructures. Les Allemands répondaient à 100 pour 1 dans les proportions de morts : ceci a provoqué de nombreuses morts de civils et créé aussi une barrière entre occupants allemands et civils soviétiques occupés (voir Macha Brouskina et autres victimes). Adolf Hitler encouragea les représailles de masse comme moyens de réduire la population des zones occupées et agrandir l'espace vital de l'Allemagne.
Les crimes des partisans, connus pour torturer et mutiler ceux qu'ils soupçonnaient d'être des collaborateurs (volontaires ou non, cela ne faisait aucune différence) ont poussé certains villageois à se faire « chasseurs de partisans », tandis que d'autres, comprenant qu'il s'agissait d'une guerre d'extermination et que quoi qu'il arrive et quoi qu'ils fassent, les Allemands finiront par les massacrer, ont choisi d'aider les partisans. L'existence des « chasseurs de partisans » non seulement dans les zones devenues soviétiques en 1940, mais jusqu'en Russie même, a longtemps été niée par l'historiographie soviétique.
Tout partisan capturé par les Allemands était certain d'être torturé et tué. Les nazis pendaient en public tous ceux qu'ils considéraient comme partisans ou complices. Les images de pendaisons, spécialement celles qui concernent des enfants et des jeunes filles étaient utilisées par la propagande dans les médias soviétiques pour enflammer l'Armée rouge et le public soviétique. Allant dans ce sens, le discours de Staline « S'ils veulent une guerre d'extermination, nous leur donnerons une guerre d'extermination » fut appliqué.

### Relations avec les civils

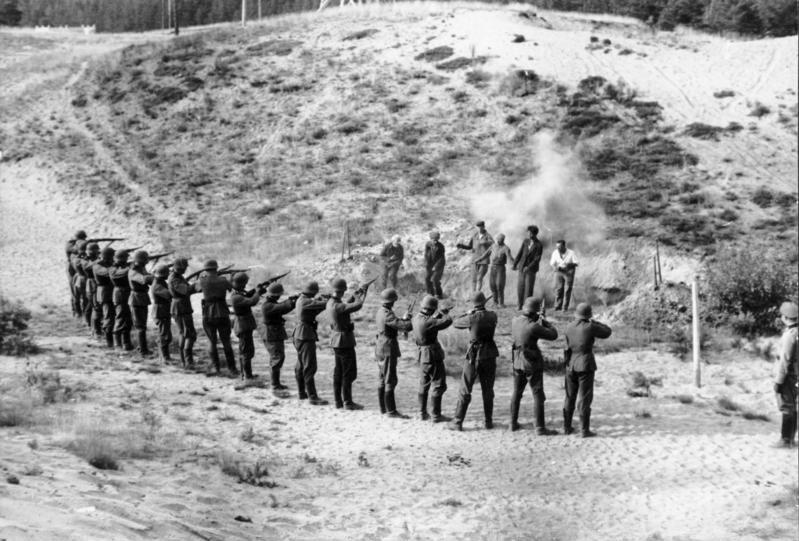
Exécution de partisans par des soldats allemands, septembre 1941.

Pour la nourriture, les vêtements et autres fournitures, les combattants de la résistance dépendaient largement de la population civile, d'autant plus que dans les zones qu'ils contrôlaient, les possibilités de développer leur propre agriculture étaient limitées. Comme cela est typique en guérilla, les partisans soviétiques réquisitionnaient la nourriture, le bétail et les vêtements chez les paysans locaux ; dans quelques cas les fournitures étaient volontairement données, dans d'autres elles étaient confisquées. Ceci occasionnait des conflits entre partisans et paysans, notamment dans les zones où pouvoir soviétique s'était montré particulièrement cruel avant la guerre, comme les régions victimes de la Holodomor ou les territoires annexés par l'Union soviétique en 1939-1941.
Parmi les cibles des partisans soviétiques, il y avait non seulement les militaires de l'Axe et leurs collaborateurs non allemands, mais aussi des civils accusés de ne pas soutenir les partisans.

### Représailles allemandes
Bien que le mouvement des partisans a grandement contribué dans quelques régions à la défaite allemande sur le front de l'Est, quelques historiens arguent que le prix a été très lourd pour les populations civiles.
Les partisans ont souvent été accusés d'avoir inutilement provoqué des contre-mesures brutales de la part des occupants nazis. Pour essayer de limiter les activités des partisans, le commandement allemand se livra à des tueries de masses d'otages parmi les habitants soupçonnés de soutenir les partisans. Dans le cas d'attaques de partisans ou de sabotages, un nombre important d'habitants étaient exécutés. Pour anticiper de telles opérations, l'occupant procédait à des arrestations préliminaires, à des attaques de représailles et la constitution de groupes d'observateurs forcés déployés sur des sites vulnérables, observateurs qui étaient exécutés s'ils ne prévenaient des attaques des partisans. Dans la seule Biélorussie, les actions allemandes contre les partisans tuèrent environ 345 000 personnes, en majorité des civils.
Selon l'Encyclopédie biélorusse déjà citée, les partisans essayèrent de limiter les exécutions d'otages et autres meurtres en représailles de leurs actions, en ciblant des zones inhabitées, en développant leur propre agriculture forestière et en évacuant la totalité des villages à risques. L'activité des partisans et son effet sur les populations locales restent un sujet de controverses parmi les historiens.

### Juifs et partisans
Les partisans soviétiques n'étaient pas en mesure d'assurer la protection des Juifs contre la Shoah. Les hommes juifs valides étaient habituellement bienvenus chez les partisans, surtout s'ils amenaient leurs propres armes. Environ 1 % des partisans soviétiques étaient Juifs. Dans la brigade Rowne, Aleksandr Abougokh, commandant de l'unité de reconnaissance et le Docteur Ehrlich, commandant des services médicaux, étaient juifs. Les femmes juives, les enfants et les vieillards n'étaient pas bienvenus et formèrent parfois des groupes séparés, à la fois unités de guérilla et groupes familiaux mixtes de réfugiés, comme les partisans Bielski, subordonnés au commandement des partisans communistes et considérés comme soviétiques actifs.

### Répression stalinienne contre les anciens partisans
Opérer loin de la ligne de front et de l'autorité centrale permit à quelques combattants de développer leurs propres idées qui, dans bien des cas, contestaient le régime stalinien. D'autres avaient, de leur propre chef, fait des trêves avec des partisans non communistes, le temps d'en finir avec les occupants nazis. Le gouvernement central considérait ces actions comme de la trahison, et après la libération du territoire, tous les combattants partisans eurent à subir des interrogatoires du NKVD. Des commandants furent arrêtés dans différents pays, et plusieurs centaines finirent dans les camps de travail du goulag.
Ces accusations de « trahison » du NKVD contre les partisans étaient aussi formulées à l'encontre des anciens prisonniers de guerre : tous ne furent réhabilités qu'entre 1953 et 1956. Des libérations en masse, des réinsertions et des réhabilitations eurent alors lieu dans l'URSS poststalinienne.

## Témoignages

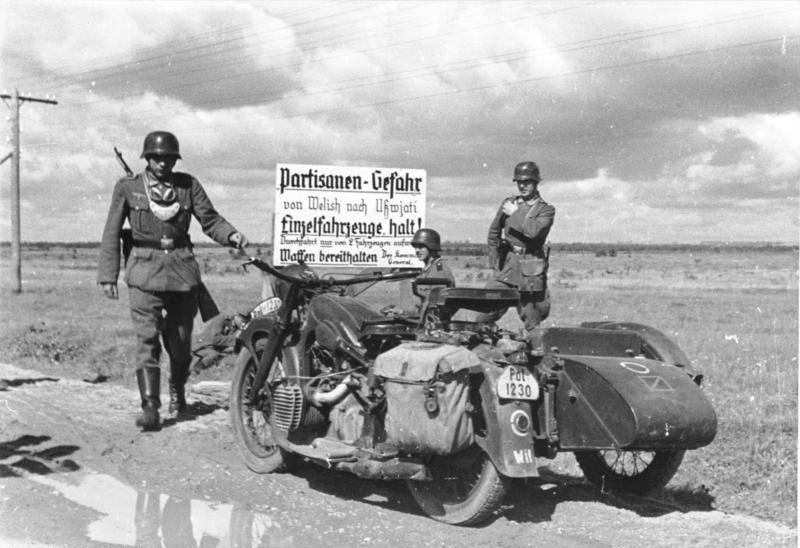
Soldats allemands (Feldgendarmerie) faisant halte près d'une zone d'activité des partisans.

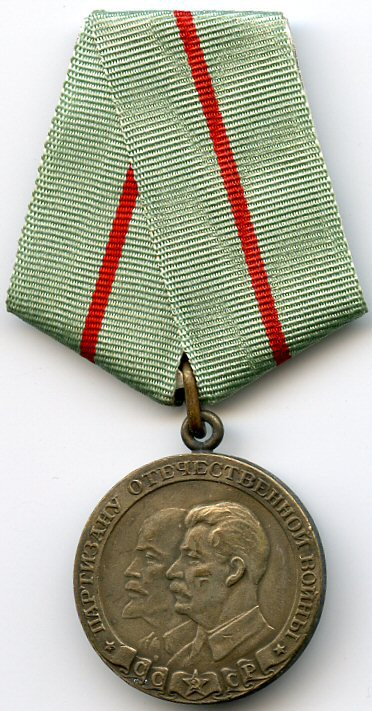
La Médaille Partisan de la Guerre patriotique fut créée par le Præsidium du Soviet suprême afin de reconnaître le courage des partisans dans leur lutte pour libérer la patrie soviétique des envahisseurs nazis loin derrière les lignes ennemies.

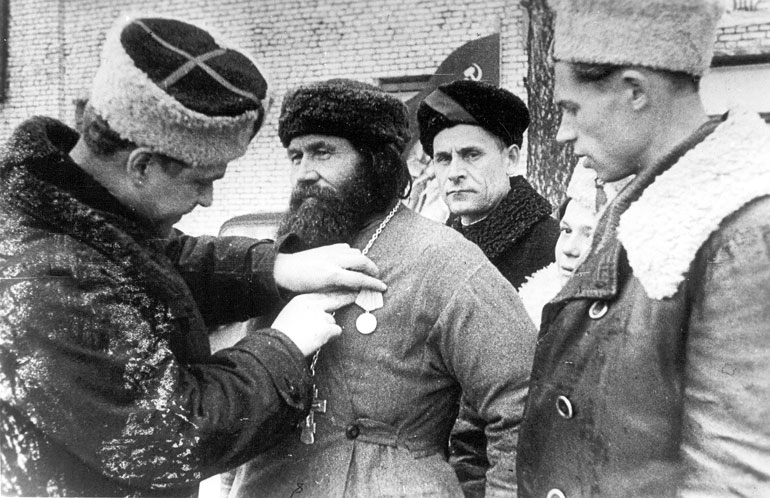
Le pope d'un village ukrainien se voit décerner la Médaille du Partisan de la Guerre patriotique 2e classe.

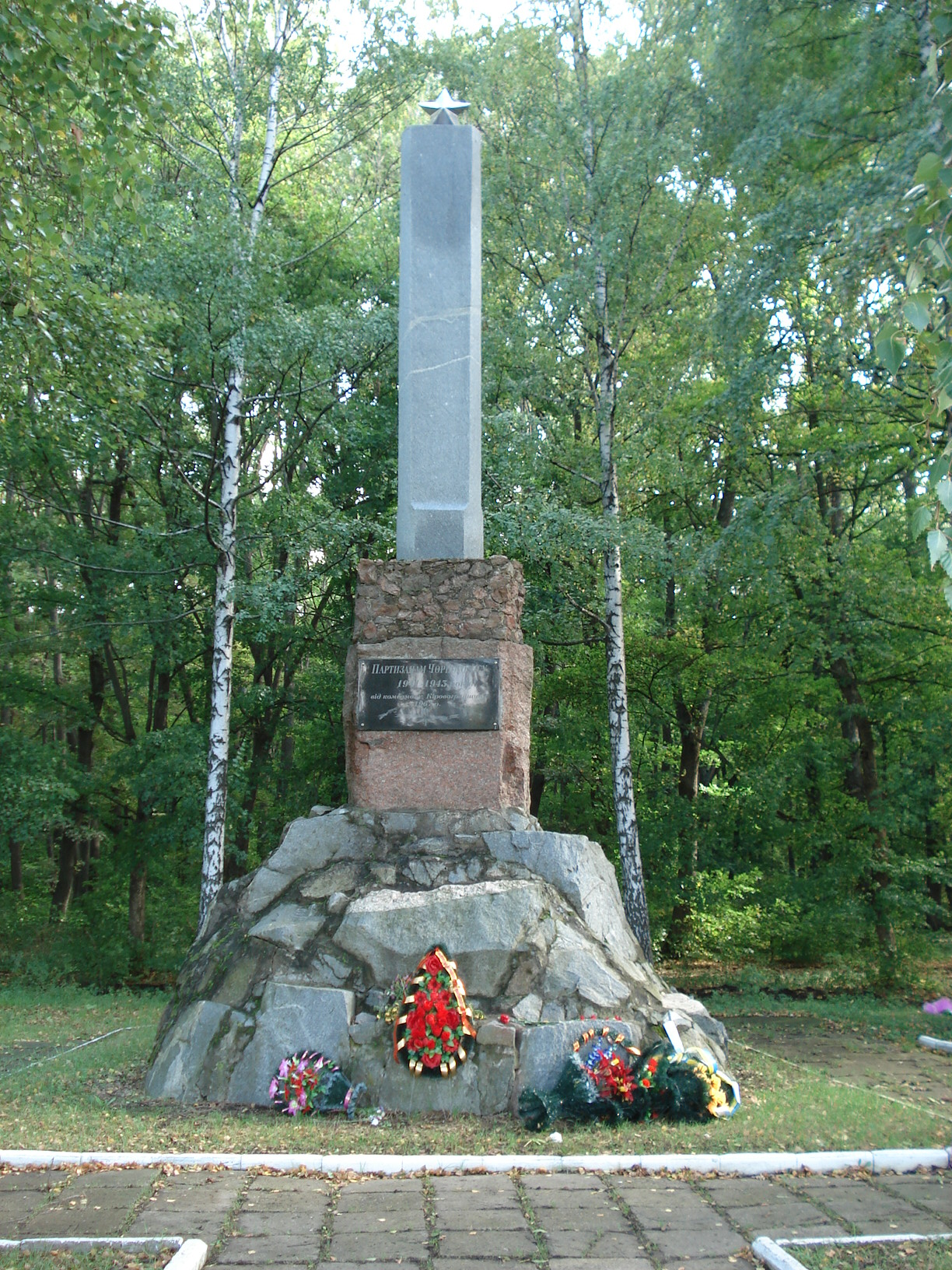
Un panneau commémoratif dans l'une des villes d'Ukraine où se sont déroulés les combats les plus féroces (Znamianka)

Les activités de partisans comprenaient la destruction des lignes ferroviaires, le recueil d'informations et, typiquement, de petites opérations tire-et-cours. Avec l'extension des lignes de ravitaillement allemandes, les opérations des partisans sur les arrières du front pouvaient sévèrement désorganiser le flux de fournitures de l'armée qui opérait profondément en territoire soviétique.
Dans la seconde moitié de la guerre, des opérations majeures de partisan furent coordonnées avec les offensives soviétiques. Après la libération de parties du territoire soviétique, les détachements de partisans rejoignaient l'armée régulière.
Les partisans étaient une force importante et nombreuse dans la guerre. Selon des sources soviétiques, de 90 000 partisans (y compris les clandestins) à la fin de 1941, ils passèrent à 220 000 en 1942, et à plus de 550 000 en 1943. Les partisans soviétiques infligèrent des milliers de victimes aux forces de l'Axe. Dans la seule Biélorussie, les partisans affirmèrent avoir tué quelque 500 000 soldats allemands. Selon des sources allemandes, les historiens considèrent ces affirmations comme exagérées. Selon l'historien allemand Christian Gerlach, 6 000 à 7 000 hommes de troupe allemands furent tués par les partisans en Biélorussie, non compris les auxiliaires locaux.

### Un général allemand parle
Selon Basil H. Liddel Hart, nous avons un témoignage sur le résultat sur les troupes allemandes.

« Par ailleurs les guérillas semblent avoir été plus mordantes à l'arrière du front allemand dans le Nord, à tel point qu'en 1944 les Allemands ne pouvaient plus utiliser que les plus grandes routes pour acheminer leurs convois. Tippelskirch, dont la IVe armée fut isolée dans la région septentrionale du Dniepr par l'offensive russe de l'été 1944, me dit qu'il réussit à la dégager en faisant un détour au sud, vers les marais du Pripet, après le blocage de la ligne principale de retraite vers Minsk. Il utilisa des routes dont les Allemands ne se servaient plus depuis longtemps à cause du danger présenté par les partisans. Il ne restait pas un seul pont intact sur la route et je dus les réparer tous au cours de ma retraite. »

— Basil H. Liddel Hart, 2011

## Listes de partisans célèbres
- Vassili Andreïevitch Andreïev
- Iouri Andropov - plus tard dirigeant de l'Union soviétique
- Yitzhak Arad
- Naoum Aronovitch[réf. nécessaire]
- Ivan Banov[réf. nécessaire]
- Piotr Braiko[réf. nécessaire]
- Anton Petrovitch Brinski
- Macha Brouskina
- Tikhon Pimenovitch Boumajkov
- Fedor Fomitch Doubrovski[34] héros de l'Union soviétique.
- Vladimir Nikolaïevitch Droujinine
- Dmitri Vassilievitch Emlioutine
- Alekseï Fiodorovitch Fiodorov
- Aleksandr Viktorovitch Guerman
- Leonid Aleksandrovitch Golikov
- Iakov Iakovlévitch Gordienko
- Nikolaï Ivanovitch Goriatchev
- Mehdi Huseynzadé
- Nikolaï Ivanovitch Kouznetsov
- Nikolaï Karotamm
- Vera Khoruzhaya
- Vsevolod Klokov
- Vasily Kononov
- Ina Konstantinova
- Vasily Korzh
- Valentin Kotyk
- Sidor Artiemevitch Kovpak
- Zoïa Kosmodemianskaïa, Héroïne de l'Union soviétique
- Helene Kullmann, Héroïne de l'Union soviétique
- Matvey Kuzmin – "Susanin du district de Pskov"
- Petr Masherov - plus tard dirigeant du Soviet de Biélorussie
- Yelena Mazanik, Héroïne de l'Union soviétique
- Kiril Mazurov
- Marytė Melnikaitė (Marija Melnik), Héroïne de l'Union soviétique
- Mikhail Naumov
- Kiril Orlovsky
- Otomārs Oškalns
- Alexander Pechersky
- Panteleimon Ponomarenko
- Mykola Popudrenko
- Zinaida Portnova
- Semyon Rudniev
- Alexander Saburov
- Vilis Samsons
- Ivan Sergeychik
- Ilya Starinov
- Arturs Sproģis
- Imants Sudmalis
- Alexandre Tchekaline
- Ivan Turkenich
- Ilia Zakharovitch Vergassov
- Piotr Petrovitch Verchigora
- Vera Danilovna Volochina
- Yitzhak Wittenberg

## Sources
- (en) Cet article est partiellement ou en totalité issu de l’article de Wikipédia en anglais intitulé « Soviet partisans » (voir la liste des auteurs).